# Tir de fona
El tir de fona o tir amb fonda és un esport de tir, consistent en el llançament d'un projectil amb una fona, amb la intenció d'encertar en una diana situada a certa distància.
Va sorgir a les illes Balears amb la creació al 1984 de la Federació Balear de Tir de Fona. Quatre anys després, van aconseguir federar-lo oficialment. Hi ha dos modalitats de tir: la tradicional, amb pedres, i l'adaptada, amb pilotes de tennis. El seu origen rau de la figura del foner balear, guerrers de les illes que van participar en conflictes bèl·lics des del segle v aC.

## Reglament
Abans de començar la competició, els foners podran començar les rondes d'escalfament en el moment en què el jutge àrbitre ho digui. Cada foner podrà fer dos llançaments per ronda. Quan el jutge àrbitre ho digui, es començarà oficialment la competició. En les dues modalitats, l'ordre de llançament es decidirà per sorteig.

### Individual pedra
La competició consistirà en tres rondes de cinc llançaments cadascuna. En dos de les rondes es llançarà en distància curta: els homes en una distància de 19,5 metres i les dones i nens en una distància de 10 metres. En l'altra ronda, es farà en la distància llarga: els homes en una distància de 29,25 metres i les dones i nens en una distància de 15 metres.

### Individual pilota
La competició consistirà en quatre rondes de cinc llançaments cadascuna, totes en la distància curta: els homes a 13 metres i les dones i nens a 10 metres.

### Diana
La diana és un quadrat blanc de 120x120 cm. Al centre, hi ha una cercle vermell de 50 cm de diàmetre. El centre de la diana està situat a 160 cm del terra.

### Puntuació
Distància curta: Un punt si impacta al quadre i dos punts si impacta a la diana.
Distància llarga: Dos punts si impacta al quadre i quatre punts si impacta a diana.
En cas d'empat de punts guanyarà qui tingui més impactes a diana, qui tingui més impactes (quadre i diana), qui tingui menys nuls i si encara així l'empat perdura el jutge àrbitre determinarà el procediment a seguir.
Seran considerats llançaments nuls aquells en els que
- el tirador toqui o trepitgi la línia de tir durant o immediatament després del llançament.
- al tirador li caigui la pedra o la pilota havent fet més de dos voltes
- el tirador tardi més d'un minut en realitzar el llançament.
- al tirador li caigui el projectil per segona vegada quan el posa a la fona.
- el tirador no pugui o renuncií a realitzar el llançament.
- el projectil no sobrepassi la línia de tir.